# Johanna Kern
Johanna Kern (pełne nazwisko: Johanna Kern-Wronikowski) – kanadyjska producentka filmowa, reżyser, senarzystka, pisarz i przedsiębiorca.

## Młodość, wykształcenie i początki kariery
Johanna Kern urodziła i wychowała się w Polsce, gdzie uczęszczała najpierw do Liceum Sztuk Plastycznych w Kielcach, a później została adeptką sztuki teatralnej w Państwowym Teatrze Lalki i Aktora „Kubuś”, także w Kielcach. Po opuszczeniu Polski, w 1985 roku, przebywała przez kilka lat w Niemczech Zachodnich, następnie przeprowadziła się do Toronto w Kanadzie, gdzie kontynuowała pracę jako zawodowa aktorka. Zadebiutowała na kanadyjskich ekranach filmowych w 1990 roku grając Panią Yarulewski w filmie fabularnym reżysera, Deepa Mehta, pt. “Sam & Me” (“Sam i Ja”). W tym samym czasie Johanna Kern prowadziła również własną kompanię teatralną w Toronto, “SMYK”, z repertuarem przeznaczonym dla młodych widzów oraz pracowała jako producent i  prezenter radiowy w “Śniadaniowym Radiu Zet” - skierowanym do polsko-kanadyjskich słuchaczy z obszaru Toronto i jego okolic. W latach 1993–1997, Johanna Kern kontynuowała naukę w Ryerson Polytechnic University w Toronto, gdzie ukończyła z wyróżnieniem dział filmowy, uzyskując stopień "BA with Honors" jako jedna z najlepszych w szkole filmowej. Była również założycielką “Kid Stage”, szkoły aktorskiej dla dzieci i młodzieży od lat 5 do 21, prowadzącej działalność w Mississauga, Ontario. “Kid Stage” przyjmowała w swe progi ponad 100 uczniów w każdym semestrze, wystawiając na scenie teatralnej musicale autorstwa i w reżyserii Johanny Kern, z dużą obsadą ponad 200 aktorów (w tym również uczniów “Kid Stage”) oraz tancerzy z lokalnych grup tanecznych.

## Rozwój kariery filmowej
Johanna Kern jest filmowcem, który zazwyczaj jest zaangażowany we wszystkie aspekty tworzenia filmu: scenariusz, produkcję i reżyserię. Rozpoczęła swą karierę jako zawodowa aktorka w Europie (Polska, Niemcy Zachodnie), by po przeniesieniu się na stałe do Toronto w Kanadzie, kontynuować pracę w filmie i telewizji. Nakręciła szereg filmów krótkometrażowych, w tym cieszący się wysokim uznaniem krytyków filmowych “Cherries for Brian”, czyli “Czereśnie dla Briana”. Jej filmy krótkometrażowe ("All about Men", "All About Women", "Toronto: Second Society", "Portrait of a Man" itd.) zdobyły sobie uznanie na międzynarodowych festiwalach filmowych na całym świecie, m.in. Palm Springs International Film Festival – Kalifornia U.S.A.; Raindance International Film Festival- Wielka Brytania; Figueira da Foz International Film Festival – Portugalia; Cinewomen - Norwich International Film Festival – Wielka Brytania, i innych. Po zrealizowaniu szeregu filmów krótkometrażowych w latach 90., Johanna Kern zajęła się produkcją filmów fabularnych. W roku 2002 postanowiła wykorzystać jeden ze swych musicali pt. “Franek, Duża  Baba i Czterdziestu Rozbójników” jako podstawę do scenariusza fabularnego filmu fantasy. Podczas gdy w musicalu tancerze grali na scenie “Rozbójników”, w wersji filmowej pt. “Shadwowland, The Legend” (“Kraina Cieni: Legenda) postacie rozbójników stały się “Cieniami” odtworzonymi przez kilkudziesięciu  mistrzów wschodnich sztuk walki. Produkcja filmu trwała kilka lat, w tym efekty specjalne zajęły ponad cztery lata a muzykę napisał Romuald Lipko. Po rozpowszechnieniu filmu w Kanadzie (wrzesień 2012 r.) przez kompanię dystrybucyjną Entertainment One, tytułowa piosenka z filmu, z muzyką Romualda Lipki i tekstem Johanny Kern, weszła na listy przebojów ponad 28-śmiu stacji radiowych w Kanadzie.

## Dodatkowa działalność zawodowa
Johanna Kern jest właścicielem After Rain Films, wytwórni filmowej która wyprodukowała “Shadowland: The Legend”. Była również naczelnym szefem programów dla SpaceChannel. TV i DragonWorld. TV (należących do IPX Entertainment) i koproducentem (wraz z IPX Entertainment) kilku seriali dla tych kanałów. Jest autorką kilku scenariuszy filmów fabularnych, jak również producentem i reżyserem szeregu reklam telewizyjnych oraz teledysków muzycznych.Była także założycielem i dyrektorem “Fantasy Worldwide Film Festival” (“Ogólnoświatowego Festiwalu Filmów Fantazyjnych”), działającego w latach 2005-2007 w Toronto, Kanada. Festiwal prezentował filmy w gatunkach fantazji, mitologii światowej, mistycyzmu, magicznego realizmu, oraz science fiction.
W styczniu 2013 roku, Johanna Kern wraz z mężem Patrickiem Kern założyła niedochodową organizację Humans Of Planet Earth Assn. - H.O.P.E. Assn. (Ludzie z Planety Ziemia, akronim: Nadzieja) – na rzecz podnoszenia świadomości oraz ogólnego dobra człowieka.
W styczniu 2016 roku Johanna Kern rozpoczęła serię cotygodniowych audycji radiowych "Życie, jakiego chcesz, jest Twoje - audycja z Johanną Kern" na antenie brytyjskiego Islanders Radio, w celu pomożenia ludziom w ulepszaniu swojego życia. 

## Działalność pisarska oraz nagrody autorskie
W latach 1999–2000 Johanna Kern pisała artykuły dla “Kinema: czasopisma filmowego i mediów audiowizualnych”, wydawanego przez Waterloo University w Kanadzie. Jest również autorką własnej biografii zatytułowanej “Master and The Green-Eyed Hope” (“Mistrz i Zielonooka Nadzieja”). W 2013 roku została również wydana książka pt. "Shadowland: The Legend", powieść autorstwa Johanny Kern oraz Roya Fitzsimmonds, oparta na scenariuszu filmu fabularnego autorki o takim samym tytule.

### Nagrody autorskie
- "Master and The Green-Eyed Hope" otrzymała Specjalne Wyróżnienie na 2013 San Francisco Book Festival—w sekcji "Spiritual/Inspirational"[42]
- Powieść "Shadowland: The Legend" otrzymała II-gą nagrodę na 2013 San Francisco Book Festival—w sekcji "Young Adults"[42]
- "Master and The Green-Eyed Hope" otrzymała Specjalne Wyróżnienie na 2013 New York Book Festival—w sekcji "Spiritual/Inspirational"[43]
- Powieść "Shadowland: The Legend" otrzymała Specjalne Wyróżnienie na 2013 New York Book Festival—w sekcji "Young Adults"[43]

## Filmografia
- 2012: "Shadowland: The Legend" (film fabularny)[44][21][8][15][9]
- 1997: "Cherries for Brian" (film krótkmetrażowy)[8][14]
- 1997: "All About Men" (film krótkmetrażowy)[8][13]
- 1996: "All About Women" (film krótkmetrażowy)[8]
- 1995: "Toronto: Second Society" (film dokumentalny o ludziach bezdomnych)[8][12]
- 1994: "The Portrait of a Man" (film krótkmetrażowy)[8][11]
- 1991: "Kot w Butach" (film telewizyjny)[8][5]